# Slave to the Rhythm (Michael-Jackson-Lied)
Slave to the Rhythm (englisch für „Sklave des Rhythmus“) ist ein Song des US-amerikanischen Sängers Michael Jackson. Es befindet sich auf seinem zweiten posthumen Album Xscape und wurde ebenfalls für die Werbung des Handys Xperia Z2 der Firma Sony benutzt. Bei den Billboard Music Awards wurde der Song mithilfe eines Pepper’s ghost des verstorbenen Künstlers live aufgeführt.

## Hintergrund
Slave to the Rhythm wurde eigentlich 1991, als die Arbeiten für das Album Dangerous mit L.A. Reid und Babyface liefen, geschrieben und aufgenommen. Das Lied schaffte es dann aber nicht im letzten Schnitt auf das Album.
Im Jahr 2010 sickerte ein Remix des Liedes von Tricky Stewart durch. Offiziell blieb dieser Remix unveröffentlicht, jedoch war eine Textpassage in The Ellen DeGeneres Show vor Veröffentlichung des Albums Xscape zu hören. 2013 kam dann eine Version von Max Methods und Justin Bieber heraus. Als Reaktion auf die Kritik über diesen Remix hatte die Michael Jackson Estate, die dieses Lied nicht freigegeben hatten, versucht das Lied von den vielen Webseiten sowie YouTube-Kanälen wieder löschen zu lassen.

## Chartplatzierung
Slave to the Rhythm erreichte Chartplatzierungen in Frankreich (Platz 119), Großbritannien, den Niederlanden (Platz 48) und den USA (Platz 45). In den USA erreichte der Song außerdem Platzierungen in den   R&B/Hip-Hop-Digital-Song-Sale-Charts (Platz 13), den Streaming Songs (Platz 13), den R&B/Hip-Hop-Charts (Platz 10), den Digital-Song-Sale-Charts (Platz 9), den R&B/Hip-Hop-Streaming-Song-Charts und den R&B-Streaming-Song-Charts (Platz 5). In Südkorea erreichte Slave to the Rhythm Platz 10 der Download Charts mit 45.427 Downloads in einer Woche.
| ChartsChartplatzierungen           | Höchstplatzierung | Wochen |
| ---------------------------------- | ----------------- | ------ |
| Frankreich (SNEP)                  | 119 (3 Wo.)       | 3      |
| Niederlande (Media Markt)          | 48 (2 Wo.)        | 2      |
| Vereinigtes Königreich (OCC)       | 98 (1 Wo.)        | 1      |
| Vereinigte Staaten (Billboard)     | 45 (1 Wo.)        | 1      |
| Vereinigte Staaten (Billboard R&B) | 10 (4 Wo.)        | 4      |

## Besetzung
Vollendete Version
- Komposition – L.A. Reid, Babyface, Daryl Simmons, Kevin Roberson
- Produktion – L.A. Reid, Babyface, Timbaland, Jerome Harmon (Co-Produktion)
- Violine – Emma Kummrow, Luigi Mazzochi, Charles Parker, Dayna Anderson, Tamae Lee, Eliza Cho, Michelle Bishop, Carlos Rubio, Blake Espy, Erika Miller
- Bratsche – Davis Barnett, Jonathan Kim, Renee Steffy-Warnick
- Violoncello – Jennie Lorenzo, Mark Ward, Jesus Morales
- Kontrabass – Ranaan Meyer
- Toningenieure – Jeff Chestek
- Assistierende Toningenieure – Karl Petersen
- Tontechniker – Chris Godbey
- Assistierender Tontechniker – Perry Jimenez, Matt Weber
- Aufnahmestudios – The Hit Factory
- Weitere Studios – MilkBoy the Studio, Jungle City